# 吉尔·卡伍德
吉尔·卡伍德（英語：Gil Cawood，1939年12月4日—2022年8月28日），新西兰男子赛艇运动员。他曾代表新西兰参加世界赛艇锦标赛，获得一枚铜牌。他也曾参加1968年夏季奥林匹克运动会。